# Tessa Gobbo
Tessa Gobbo (Keene, 8 de diciembre de 1990) es una deportista estadounidense que compitió en remo.
Participó en los Juegos Olímpicos de Río de Janeiro 2016, obteniendo una medalla de oro en la prueba de ocho con timonel. Ganó tres medallas en el Campeonato Mundial de Remo entre los años 2013 y 2015.

## Palmarés internacional
| Juegos Olímpicos   | Juegos Olímpicos         | Juegos Olímpicos | Juegos Olímpicos   |
| Año                | Lugar                    | Medalla          | Prueba             |
| ------------------ | ------------------------ | ---------------- | ------------------ |
| 2016               | Río de Janeiro (Brasil)  | Medalla de oro   | Ocho con timonel   |
| Campeonato Mundial |                          |                  |                    |
| Año                | Lugar                    | Medalla          | Prueba             |
| 2013               | Chungju (Corea del Sur)  | Medalla de oro   | Cuatro sin timonel |
| 2014               | Ámsterdam (Países Bajos) | Medalla de plata | Cuatro sin timonel |
| 2015               | Aiguebelette (Francia)   | Medalla de oro   | Ocho con timonel   |